# NGC 7365
NGC 7365 је елиптична галаксија у сазвежђу Водолија која се налази на NGC листи објеката дубоког неба.
Деклинација објекта је - 19° 57' 6" а ректасцензија 22h 45m 10,0s. Привидна величина (магнитуда) објекта NGC 7365 износи 13,0 а фотографска магнитуда 14,0. NGC 7365 је још познат и под ознакама ESO 603-10, MCG -3-58-1, NPM1G -20.0607, PGC 69651.